# L'Atzúbia
L'Atzúbia è un comune spagnolo situato nella comunità autonoma Valenciana.